# Hojo Yoshimasa
Hojo Yoshimasa (Japans: 北条義政) (1243 - 8 januari 1281) van de Hojo-clan was de zesde rensho (assistent van de shikken) van het Japanse Kamakura-shogunaat en heerste van 1273 tot 1277.
Hij was heerser van de provincie Musashi. In 1277 trad hij af en trok zich terug als boeddhistische priester.